# Family ～讓我們在一起
Family ～讓我們在一起《Family ～ひとつになること》是日本雙人組合近畿小子的第30張單曲。於2010年12月1日由傑尼斯娛樂唱片公司發行。首週銷量為16.5萬張，再度把他們所保持『出道以來連續單曲發行首週即登上No.1』的金氏記錄繼續延伸下去。

## 解説
KinKi Kids 近畿小子的第30張單曲，所有收錄歌曲都是由兩人共同創作。
- 主打歌《Family ～讓我們在一起》是一首描述人來到這個世界的意義，以及人與人之間的關聯的重要性等，以「Family」為主題所寫下的中板情歌。
- 一如既往，這是自出道以來新入Oricon銷量榜即奪取第一位的連續第30張單曲。本單曲雖比上一張單曲《Swan Song》多了5千多張，但是首批銷量（發售一星期的推算一週銷量）仍不足17萬張。
- 同時推出初回版和通常版，皆為CD ONLY版本，封面各不同。
- 初回版收錄《Tears》和《Tears（Backing Track）》(普通版未收錄曲)。
- 通常版收錄《me ～地球的色彩》和《me ～地球的色彩（Backing Track）》(初回版未收錄曲)。

## 名稱
- 日語原名：Family ～ひとつになること
- 中文意思：Family ～讓我們在一起
- 香港正東譯名：
- 台灣艾迴譯名：Family ～讓我們在一起

## 收錄歌曲

### 初回版
1. Family ～讓我們在一起（Family ～ひとつになること）
  - 作詞：堂本剛
  - 作曲：堂本光一
  - 編曲：吉田建
  - 弦樂編排：旭純
2. Tears
  - 作詞：堂本光一　
  - 作曲：堂本剛　
  - 編曲：石塚知生
3. Family ～讓我們在一起（Backing Track）
4. Tears（Backing Track）

### 通常版
1. Family ～讓我們在一起（Family ～ひとつになること）
2. me ～地球的色彩（me ～地球のいろ）
  - 作詞：堂本剛　
  - 作曲：堂本光一　
  - 編曲：家原正樹
3. Family ～讓我們在一起（Backing Track）
4. me ～地球的色彩（Backing Track）